# Campeonato Chileno de Futebol de 2015 Clausura
O Campeonato Chileno de Futebol de 2015 Clausura (oficialmente Campeonato Nacional «Scotiabank» de Primera División de la Asociación Nacional de Fútbol Profesional de Chile 2015) foi a 96ª edição do campeonato do futebol do Chile. Em turno único os 18 clubes jogam todos contra todos, mas somente em jogos de Volta (a Ida é no Apertura). O campeão do Clausura é classificado para a Copa Libertadores da América de 2016. Os outros dois classificados são o campeão do apertura (como estão no calendário "europeu" a Apertura é no segundo semestre do ano, sendo que a Clausura é no primeiro semestre do ano seguinte) e o vencedor da ligilla feita com os 4 melhores da tabela do apertura. Para a Copa Sul-Americana de 2015 eram classificados os dois melhores de uma ligilla baseada nos melhores colocados do clausura, além do campeão e vice da Copa Chile 2014-15. Os três últimos colocados da tabela anual (incluindo a pontuação do apertura) são rebaixados diretamente para a Campeonato Chileno de Futebol - Segunda Divisão.

## Participantes
| Equipe                                   | Cidade                                                   | Região                           | No ano anterior       | Estádio                                       | Capacidade | Títulos                                                                       | Participações |
| ---------------------------------------- | -------------------------------------------------------- | -------------------------------- | --------------------- | --------------------------------------------- | ---------- | ----------------------------------------------------------------------------- | ------------- |
| Club Social y Deportivo Colo-Colo        | Macul                                                    | Região Metropolitana de Santiago | Terceiro Lugar        | Estádio Monumental David Arellano             | 47.017     | 30 (Último em 2014 Clausura)                                                  | 96            |
| Club Deportivo Universidad Católica      | Las Condes                                               | Região Metropolitana de Santiago | Décimo Quarto Lugar   | Estádio San Carlos de Apoquindo               | 20.000     | 11 (último em 2010)                                                           | 87            |
| Club de Deportes Cobreloa                | Calama                                                   | Região de Antofagasta            | Décimo Oitavo Lugar   | Estádio Municipal de Calama                   | 12.000     | 8 (1980, 1982, 1985, 1988, 1992, 2003 Apertura, 2003 Clausura, 2004 Clausura) | 51            |
| Club Deportivo Palestino                 | La Cisterna                                              | Região Metropolitana de Santiago | Quarto Lugar          | Estádio Municipal de La Cisterna              | 12.000     | 2 (1955, 1978)                                                                | 74            |
| Club Universidad de Chile                | Santiago                                                 | Região Metropolitana de Santiago | Campeão               | Estádio Nacional de Chile                     | 55.100     | 17 (último em 2014 Apertura)                                                  | 89            |
| Club Deportivo Huachipato                | Talcahuano                                               | Região de Bío-Bío                | Quinto Lugar          | Estádio Las Higueras                          | -----      | 2 (1974, 2012 Clausura )                                                      | 54            |
| Audax Italiano La Florida                | La Florida                                               | Região Metropolitana de Santiago | Sexto Lugar           | Estádio Municipal de La Florida               | 12.000     | 4 (1936, 1946, 1948, 1957)                                                    | 82            |
| Unión Española                           | Independencia                                            | Região Metropolitana de Santiago | Sexto Lugar           | Estádio Santa Laura                           | 22.375     | 7 (1943, 1951, 1973, 1975, 1978, 2005 Apertura, 2013)                         | 94            |
| Club Deportes Cobresal                   | Localidade de El Salvador, na comuna de Diego de Almagro | Região de Atacama                | Décimo Quinto Lugar   | Estádio El Cobre                              | 8.000      | 0 (não possui)                                                                | 36            |
| O'Higgins Fútbol Club                    | Rancagua                                                 | Região de O'Higgins              | Oitavo Lugar          | Estádio El Teniente                           | 14.550     | 1 (2013 Apertura)                                                             | 57            |
| Club de Deportes Santiago Wanderers      | Valparaíso                                               | Região de Valparaíso             | Vice Campeão          | Estádio Elías Figueroa Brander                | 23.000     | 3 (1958, 1968, 2001)                                                          | 67            |
| Club de Deportes Iquique                 | Iquique                                                  | Região de Tarapacá               | Décimo Sexto Lugar    | Estádio Municipal de Iquique                  | -----      | 0 (não possui)                                                                | 24            |
| Club de Deportes Unión La Calera         | La Calera                                                | Região de Valparaíso             | Nono Lugar            | Estádio Municipal Nicolás Chahuán Nazar       | 10.000     | 0 (não possui)                                                                | 22            |
| Club de Deportes Antofagasta             | Antofagasta                                              | Região de Antofagasta            | Décimo Sétimo Lugar   | Estádio Regional de Antofagasta               | 26.339     | 0 (não possui)                                                                | 32            |
| Club de Deportes Ñublense                | Chillán                                                  | Região de Bío-Bío                | Décimo Primeiro Lugar | Estádio Bicentenário Municipal Nelson Oyarzún | 12.000     | 0 (não possui)                                                                | 16            |
| Club Deportivo Universidad de Concepción | Concepción                                               | Região de Bío-Bío                | Décimo Segundo Lugar  | Estádio Municipal de Concepción               | 35.000     | 0 (não possui)                                                                | 22            |
| Athletic Club Barnechea                  | Lo Barnechea                                             | Região Metropolitana de Santiago | Décimo Lugar          | Estádio Municipal de Lo Barnechea             | 2.500      | 0 (não possui)                                                                | 2             |
| Club Deportivo San Marcos de Arica       | Arica                                                    | Região de Arica e Parinacota     | Décimo Terceiro Lugar | Estádio Carlos Dittborn                       | 10.000     | 0 (não possui)                                                                | 5             |

## Campeão
| Campeão Chileno 2015 - Clausura                                                                        |
| --- |
| Club Deportes Cobresal ( Localidade de El Salvador, na comuna de Diego de Almagro) (1º título) Campeão |